# ژیان‌مرغ زیردم‌شکلاتی
ژیان‌مرغ زیردم‌شکلاتی (نام علمی: Neoxolmis rufiventris) گونه‌ای از پرندگان تیرهٔ ژیان‌مرغان (Tyrannidae) است. این گونه برای نخستین بار توسط ویلوت (Vieillot) در سال ۱۸۲۳ به صورت علمی توصیف شد.
در جنوب آرژانتین، شیلی و تیرا دل فوئگو زادآوری می‌کند. در طول زمستان استرالیایی به سوی شمال به پامپا مهاجرت می‌کند.
زیستگاه طبیعی آن علفزار معتدل است.